# 슬라비차 주키치 데야노비치

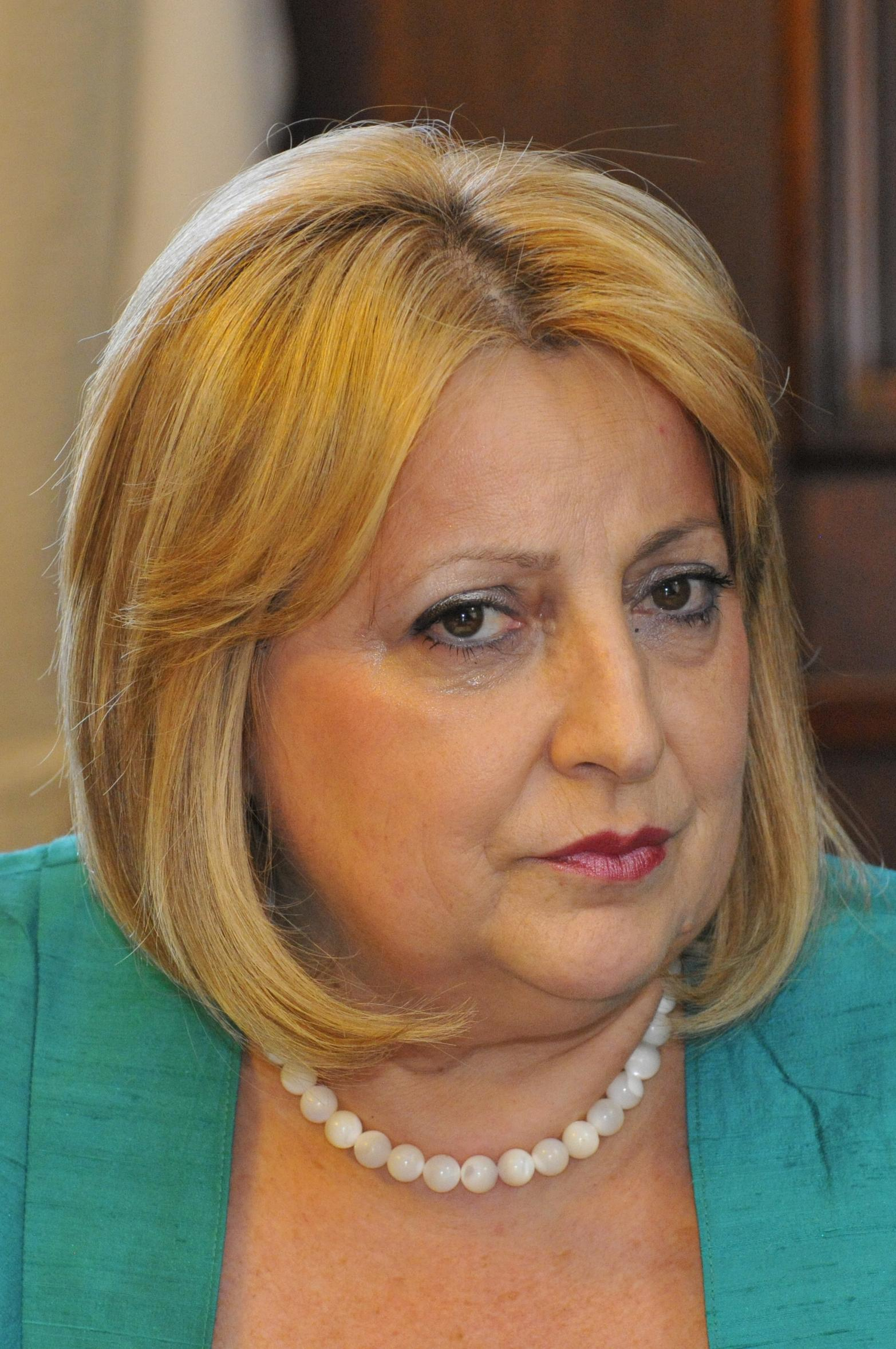
슬라비차 주키치 데야노비치

슬라비차 주키치 데야노비치(세르비아어: Славица Ђукић Дејановић/Slavica Đukić Dejanović, 1951년 7월 4일 ~ }는 세르비아의 정치인이다. 세르비아 사회당의 오랜 구성원으로, 2008년 6월 25일부터 현재까지 세르비아 의회 의장을 맡고 있다.
슬라비차 주키치 데야노비치는 유고슬라비아 연방(신 유고 연방), 세르비아 몬테네그로 시절인 2001년부터 2004년까지 세르비아 의회 의장을 지낸 나타샤 미치치 (Nataša Mićić) 이후 세르비아 의회의 두 번째 여성 의장이다. 2012년 4월 5일, 보리스 타디치가 조기 대선을 위해 세르비아 대통령 직에서 물러나면서 세르비아의 임시 대통령이 되었다.